# Mohammed Muntari
Mohammed Muntari (Kumasi, 20 dicembre 1993) è un calciatore ghanese naturalizzato qatariota, attaccante dell'Al-Gharafa.

## Carriera

### Club
Nella stagione 2020-21 partecipa con l'Al-Duhail alla Coppa del mondo per club FIFA 2020. Segna il secondo gol nella vittoria per 3-1 ai danni dei sudcoreani dell'Ulsan HD, nella gara valevole per l'assegnazione del quinto posto.

### Nazionale
Nato e cresciuto in Ghana, nel 2013 si trasferisce in Qatar diventandone cittadino l'anno seguente, nel 2014.
Proprio in quell'anno riceve la prima convocazione con la nazionale qatariota, con la quale debutta il 27 dicembre in un'amichevole contro l'Estonia nella quale segna anche una rete.
Nel novembre 2022 viene convocato per il campionato del mondo 2022 giocato in casa e il 25 dello stesso mese segna la prima rete in assoluto della nazionale qatariota ad un Mondiale durante l'incontro della seconda giornata contro il Senegal, perso per 1-3.

## Statistiche

### Presenze e reti nei club
Statistiche aggiornate al 22 gennaio 2024.
| Stagione            | Squadra             | Campionato          | Campionato | Campionato | Coppe nazionali | Coppe nazionali | Coppe nazionali | Coppe continentali | Coppe continentali | Coppe continentali | Altre coppe | Altre coppe | Altre coppe | Totale | Totale |
| Stagione            | Squadra             | Comp                | Pres       | Reti       | Comp            | Pres            | Reti            | Comp               | Pres               | Reti               | Comp        | Pres        | Reti        | Pres   | Reti   |
| ------------------- | ------------------- | ------------------- | ---------- | ---------- | --------------- | --------------- | --------------- | ------------------ | ------------------ | ------------------ | ----------- | ----------- | ----------- | ------ | ------ |
| 2012-2013           | Al-Jaish            | QSL                 | 1          | 0          | CQ+CdL          | ?               | ?               | ACL                | 1                  | 0                  | SJC+CPC     | ?           | ?           | 2+     | 0+     |
| 2013-2014           | Al-Jaish            | QSL                 | 20         | 9          | CQ+CdL          | ?+4             | ?+2             | ACL                | 7                  | 2                  | SJC+CPC     | ?           | ?           | 31     | 13     |
| 2014-2015           | Al-Jaish            | QSL                 | 24         | 0          | CQ              | ?               | ?               | ACL                | 2                  | 0                  | CdQ         | ?           | ?           | 26+    | 0+     |
| Totale Al-Jaish     | Totale Al-Jaish     | Totale Al-Jaish     | 45         | 9          |                 | 4+              | 2+              |                    | 10                 | 2                  |             | ?           | ?           | 59     | 13     |
| lug.-dic. 2015      | Lekhwiya            | -                   | -          | -          | -               | -               | -               | ACL                | 2                  | 0                  | -           | -           | -           | 2      | 0      |
| 2015-2016           | Lekhwiya            | QSL                 | 16         | 6          | CQ              | ?               | ?               | ACL                | 3                  | 2                  | SQ+CdQ      | 0+2         | 0+1         | 21+    | 9+     |
| 2016-2017           | Lekhwiya            | QSL                 | 3          | 2          | CQ              | ?               | ?               | ACL                | 0                  | 0                  | SQ+CdQ      | 1+0         | 0           | 4+     | 2+     |
| ago.-nov.2017       | Lekhwiya            | QSL                 | 2          | 0          | CdL             | 1               | 0               | ACL                | 1                  | 0                  | SQ          | 0           | 0           | 4      | 0      |
| nov.2017-2018       | Al-Ahli Doha        | QSL                 | 9          | 3          | CQ              | ?               | ?               | -                  | -                  | -                  | -           | -           | -           | 9+     | 3+     |
| lug.-set. 2018      | Al-Duhail           | QSL                 | 3          | 1          | CdL             | 1               | 0               | ACL                | 0                  | 0                  | SQ          | 1           | 0           | 3      | 1      |
| set. 2018-feb. 2019 | Al-Ahli Doha        | QSL                 | 8          | 3          | CdL             | 1               | 0               | -                  | -                  | -                  | -           | -           | -           | 9      | 3      |
| Totale Al-Ahly Doha | Totale Al-Ahly Doha | Totale Al-Ahly Doha | 17         | 6          |                 | 1+              | 0+              |                    | -                  | -                  |             | -           | -           | 18+    | 6+     |
| feb.-giu. 2019      | Al-Duhail           | QSL                 | 4          | 2          | CQ              | 0               | 0               | ACL                | 6                  | 0                  | -           | -           | -           | 10     | 2      |
| 2019-2020           | Al-Duhail           | QSL                 | 19         | 8          | CEQ+CdL         | 2+1             | 1+2             | ACL                | 2                  | 0                  | SQ+CdQ      | 1+1         | 0           | 26     | 11     |
| 2020-2021           | Al-Duhail           | QSL                 | 20         | 5          | CEQ+CdL         | 2+0             | 0               | ACL                | 6                  | 0                  | CM+CdQ      | 2+1         | 1+0         | 31     | 6      |
| 2021-2022           | Al-Duhail           | QSL                 | 4          | 0          | CEQ+CdL         | 0               | 0               | ACL                | 1                  | 1                  | -           | -           | -           | 5      | 1      |
| 2022-2023           | Al-Duhail           | QSL                 | 6          | 0          | CEQ+CdL         | 2+2             | 1+0             | -                  | -                  | -                  | CEQ         | 0           | 0           | 10     | 1      |
| 2023-2024           | Al-Duhail           | QSL                 | 8          | 2          | CEQ+CdL         | 0               | 0               | AFC                | 6                  | 1                  | CEQ         | 0           | 0           | 14     | 3      |
| Totale Al-Duhail    | Totale Al-Duhail    | Totale Al-Duhail    | 85         | 26         |                 | 11+             | 4+              |                    | 27                 | 4                  |             | 9           | 2           | 132+   | 36+    |
| Totale carriera     | Totale carriera     | Totale carriera     | 147        | 41         |                 | 16+             | 6+              |                    | 37                 | 6                  |             | 9+          | 2+          | 209+   | 55+    |

### Cronologia presenze e reti in nazionale
| Cronologia completa delle presenze e delle reti in nazionale ― Qatar | Cronologia completa delle presenze e delle reti in nazionale ― Qatar | Cronologia completa delle presenze e delle reti in nazionale ― Qatar | Cronologia completa delle presenze e delle reti in nazionale ― Qatar | Cronologia completa delle presenze e delle reti in nazionale ― Qatar | Cronologia completa delle presenze e delle reti in nazionale ― Qatar | Cronologia completa delle presenze e delle reti in nazionale ― Qatar | Cronologia completa delle presenze e delle reti in nazionale ― Qatar |
| Data                                                                 | Città                                                                | In casa                                                              | Risultato                                                            | Ospiti                                                               | Competizione                                                         | Reti                                                                 | Note                                                                 |
| -------------------------------------------------------------------- | -------------------------------------------------------------------- | -------------------------------------------------------------------- | -------------------------------------------------------------------- | -------------------------------------------------------------------- | -------------------------------------------------------------------- | -------------------------------------------------------------------- | -------------------------------------------------------------------- |
| 27-12-2014                                                           | Doha                                                                 | Qatar                                                                | 3 – 0                                                                | Estonia                                                              | Amichevole                                                           | 1                                                                    |                                                                      |
| 11-1-2015                                                            | Canberra                                                             | Emirati Arabi Uniti                                                  | 4 – 1                                                                | Qatar                                                                | Coppa d'Asia 2015 - 1º turno                                         | -                                                                    | 59’ 69’                                                              |
| 15-1-2015                                                            | Sydney                                                               | Qatar                                                                | 0 – 1                                                                | Iran                                                                 | Coppa d'Asia 2015 - 1º turno                                         | -                                                                    |                                                                      |
| 19-1-2015                                                            | Sydney                                                               | Qatar                                                                | 1 – 2                                                                | Bahrein                                                              | Coppa d'Asia 2015 - 1º turno                                         | -                                                                    |                                                                      |
| 26-3-2015                                                            | Doha                                                                 | Qatar                                                                | 1 – 0                                                                | Algeria                                                              | Amichevole                                                           | -                                                                    | 84’                                                                  |
| 30-3-2015                                                            | Doha                                                                 | Qatar                                                                | 1 – 0                                                                | Slovenia                                                             | Amichevole                                                           | -                                                                    | 82’                                                                  |
| 31-5-2015                                                            | Crewe                                                                | Irlanda                                                              | 4 – 0                                                                | Qatar                                                                | Amichevole                                                           | -                                                                    | 81’                                                                  |
| 5-6-2015                                                             | Edimburgo                                                            | Scozia                                                               | 1 – 0                                                                | Qatar                                                                | Amichevole                                                           | -                                                                    | 78’                                                                  |
| 11-6-2015                                                            | Atollo di Malé                                                       | Maldive                                                              | 0 – 1                                                                | Qatar                                                                | Qual. Mondiali 2018                                                  | -                                                                    |                                                                      |
| 28-8-2015                                                            | Doha                                                                 | Qatar                                                                | 4 – 0                                                                | Singapore                                                            | Amichevole                                                           | 1                                                                    | 46’                                                                  |
| 3-9-2015                                                             | Doha                                                                 | Qatar                                                                | 15 – 0                                                               | Bhutan                                                               | Qual. Mondiali 2018                                                  | 3                                                                    | 68’                                                                  |
| 8-9-2015                                                             | Hong Kong                                                            | Hong Kong                                                            | 2 – 3                                                                | Qatar                                                                | Qual. Mondiali 2018                                                  | -                                                                    |                                                                      |
| 13-11-2015                                                           | Doha                                                                 | Qatar                                                                | 1 – 2                                                                | Turchia                                                              | Amichevole                                                           | -                                                                    |                                                                      |
| 17-11-2015                                                           | Thimphu                                                              | Bhutan                                                               | 0 – 3                                                                | Qatar                                                                | Qual. Mondiali 2018                                                  | 1                                                                    |                                                                      |
| 29-3-2016                                                            | Taiyuan                                                              | Cina                                                                 | 2 – 0                                                                | Qatar                                                                | Qual. Mondiali 2018                                                  | -                                                                    | 75’                                                                  |
| 11-11-2017                                                           | Doha                                                                 | Qatar                                                                | 0 – 1                                                                | Rep. Ceca                                                            | Amichevole                                                           | -                                                                    | 76’                                                                  |
| 14-11-2017                                                           | Doha                                                                 | Qatar                                                                | 1 – 1                                                                | Islanda                                                              | Amichevole                                                           | 1                                                                    | 67’                                                                  |
| 14-12-2017                                                           | Doha                                                                 | Qatar                                                                | 1 – 2                                                                | Liechtenstein                                                        | Amichevole                                                           | -                                                                    | 46’                                                                  |
| 23-12-2017                                                           | Al Kuwait                                                            | Qatar                                                                | 4 – 0                                                                | Yemen                                                                | Gulf Cup 2017 - 1º turno                                             | -                                                                    | 69’                                                                  |
| 26-12-2017                                                           | Al Kuwait                                                            | Iraq                                                                 | 2 – 1                                                                | Qatar                                                                | Gulf Cup 2017 - 1º turno                                             | -                                                                    | 64’                                                                  |
| 29-12-2017                                                           | Al Kuwait                                                            | Qatar                                                                | 1 – 1                                                                | Bahrein                                                              | Gulf Cup 2017 - 1º turno                                             | -                                                                    | 89’                                                                  |
| 14-11-2019                                                           | Doha                                                                 | Qatar                                                                | 2 – 0                                                                | Singapore                                                            | Amichevole                                                           | 1                                                                    |                                                                      |
| 19-11-2019                                                           | Dušanbe                                                              | Afghanistan                                                          | 0 – 1                                                                | Qatar                                                                | Qual. Mondiali 2022                                                  | -                                                                    | 56’                                                                  |
| 26-11-2019                                                           | Doha                                                                 | Qatar                                                                | 1 – 2                                                                | Iraq                                                                 | Gulf Cup 2019 - 1º turno                                             | -                                                                    | 66’                                                                  |
| 29-11-2019                                                           | Doha                                                                 | Yemen                                                                | 0 – 6                                                                | Qatar                                                                | Gulf Cup 2019 - 1º turno                                             | -                                                                    | 75’                                                                  |
| 5-12-2019                                                            | Al Wakrah                                                            | Arabia Saudita                                                       | 1 – 0                                                                | Qatar                                                                | Gulf Cup 2019 - Semifinale                                           | -                                                                    | 76’                                                                  |
| 24-3-2021                                                            | Debrecen                                                             | Qatar                                                                | 1 – 0                                                                | Lussemburgo                                                          | Amichevole                                                           | 1                                                                    | 65’                                                                  |
| 27-3-2021                                                            | Debrecen                                                             | Qatar                                                                | 2 – 1                                                                | Azerbaigian                                                          | Amichevole                                                           | -                                                                    | 67’ 90+1’                                                            |
| 30-3-2021                                                            | Debrecen                                                             | Qatar                                                                | 1 – 1                                                                | Irlanda                                                              | Amichevole                                                           | 1                                                                    | 90+1’                                                                |
| 3-6-2021                                                             | Doha                                                                 | India                                                                | 0 – 1                                                                | Qatar                                                                | Qual. Mondiali 2022                                                  | -                                                                    | 65’                                                                  |
| 7-6-2021                                                             | Doha                                                                 | Oman                                                                 | 0 – 1                                                                | Qatar                                                                | Qual. Mondiali 2022                                                  | -                                                                    | 62’                                                                  |
| 4-7-2021                                                             | Pola                                                                 | El Salvador                                                          | 0 – 1                                                                | Qatar                                                                | Amichevole                                                           | -                                                                    |                                                                      |
| 13-7-2021                                                            | Houston                                                              | Qatar                                                                | 3 – 3                                                                | Panama                                                               | Gold Cup 2021 - 1º turno                                             | -                                                                    | 46’                                                                  |
| 17-7-2021                                                            | Houston                                                              | Grenada                                                              | 0 – 4                                                                | Qatar                                                                | Gold Cup 2021 - 1º turno                                             | 1                                                                    | 60’                                                                  |
| 20-7-2021                                                            | Houston                                                              | Honduras                                                             | 0 – 2                                                                | Qatar                                                                | Gold Cup 2021 - 1º turno                                             | -                                                                    | 46’                                                                  |
| 25-7-2021                                                            | Glendale                                                             | Qatar                                                                | 3 – 2                                                                | El Salvador                                                          | Gold Cup 2021 - Quarti di finale                                     | -                                                                    | 67’                                                                  |
| 30-7-2021                                                            | Austin                                                               | Qatar                                                                | 0 – 1                                                                | Stati Uniti                                                          | Gold Cup 2021 - Semifinale                                           | -                                                                    | 77’                                                                  |
| 11-11-2021                                                           | Belgrado                                                             | Serbia                                                               | 4 – 0                                                                | Qatar                                                                | Amichevole                                                           | -                                                                    | 45+3’ 46’                                                            |
| 14-11-2021                                                           | Baku                                                                 | Azerbaigian                                                          | 2 – 2                                                                | Qatar                                                                | Amichevole                                                           | -                                                                    | 46’                                                                  |
| 30-11-2021                                                           | Al Khawr                                                             | Qatar                                                                | 1 – 0                                                                | Bahrein                                                              | Coppa araba FIFA 2021 - 1º turno                                     | -                                                                    | 82’                                                                  |
| 3-12-2021                                                            | Doha                                                                 | Oman                                                                 | 1 – 2                                                                | Qatar                                                                | Coppa araba FIFA 2021 - 1º turno                                     | -                                                                    | 90’                                                                  |
| 6-12-2021                                                            | Al Khawr                                                             | Qatar                                                                | 3 – 0                                                                | Iraq                                                                 | Coppa araba FIFA 2021 - 1º turno                                     | -                                                                    | 69’                                                                  |
| 15-12-2021                                                           | Doha                                                                 | Qatar                                                                | 1 – 2                                                                | Algeria                                                              | Coppa araba FIFA 2021 - Semifinale                                   | 1                                                                    | 64’                                                                  |
| 18-12-2021                                                           | Doha                                                                 | Egitto                                                               | 0 – 0 dts (4 – 5 dtr)                                                | Qatar                                                                | Coppa araba FIFA 2021 - Finale 3º posto                              | -                                                                    | 74’                                                                  |
| 26-8-2022                                                            | Wiener Neustadt                                                      | Qatar                                                                | 1 – 1                                                                | Giamaica                                                             | Amichevole                                                           | -                                                                    | 71’                                                                  |
| 23-9-2022                                                            | Vienna                                                               | Qatar                                                                | 0 – 2                                                                | Canada                                                               | Amichevole                                                           | -                                                                    | 77’                                                                  |
| 27-9-2022                                                            | Vienna                                                               | Qatar                                                                | 2 – 2                                                                | Cile                                                                 | Amichevole                                                           | -                                                                    | 88’                                                                  |
| 9-11-2022                                                            | Marbella                                                             | Qatar                                                                | 1 – 0                                                                | Albania                                                              | Amichevole                                                           | -                                                                    | 26’                                                                  |
| 20-11-2022                                                           | Al Khawr                                                             | Qatar                                                                | 0 – 2                                                                | Ecuador                                                              | Mondiali 2022 - 1º turno                                             | -                                                                    | 72’                                                                  |
| 25-11-2022                                                           | Doha                                                                 | Qatar                                                                | 1 – 3                                                                | Senegal                                                              | Mondiali 2022 - 1º turno                                             | 1                                                                    | 74’                                                                  |
| 29-11-2022                                                           | Al Khawr                                                             | Paesi Bassi                                                          | 2 – 0                                                                | Qatar                                                                | Mondiali 2022 - 1º turno                                             | -                                                                    | 65’                                                                  |
| 15-6-2023                                                            | Ritzing                                                              | Giamaica                                                             | 1 – 2                                                                | Qatar                                                                | Amichevole                                                           | 1                                                                    | 70’                                                                  |
| 25-6-2023                                                            | Houston                                                              | Haiti                                                                | 2 – 1                                                                | Qatar                                                                | Gold Cup 2023 - 1º turno                                             | -                                                                    | 86’                                                                  |
| 29-6-2023                                                            | Glendale                                                             | Qatar                                                                | 1 – 1                                                                | Honduras                                                             | Gold Cup 2023 - 1º turno                                             | -                                                                    | 74’                                                                  |
| 16-11-2023                                                           | Doha                                                                 | Qatar                                                                | 8 – 1                                                                | Afghanistan                                                          | Qual. Mondiali 2026                                                  | -                                                                    | 61’                                                                  |
| 21-11-2023                                                           | Bhubaneswar                                                          | India                                                                | 0 – 3                                                                | Qatar                                                                | Qual. Mondiali 2026                                                  | -                                                                    | 70’                                                                  |
| 31-12-2023                                                           | Doha                                                                 | Qatar                                                                | 3 – 0                                                                | Cambogia                                                             | Amichevole                                                           | -                                                                    | 46’                                                                  |
| 14-11-2024                                                           | Doha                                                                 | Qatar                                                                | 3 – 2                                                                | Uzbekistan                                                           | Qual. Mondiali 2026                                                  | -                                                                    | 87’                                                                  |
| 19-11-2024                                                           | Abu Dhabi                                                            | Emirati Arabi Uniti                                                  | 5 – 0                                                                | Qatar                                                                | Qual. Mondiali 2026                                                  | -                                                                    | 46’                                                                  |
| 10-6-2025                                                            | Tashkent                                                             | Uzbekistan                                                           | 3 – 0                                                                | Qatar                                                                | Qual. Mondiali 2026                                                  | -                                                                    | 57’ 67’                                                              |
| Totale                                                               |                                                                      | Presenze                                                             | 55                                                                   |                                                                      | Reti                                                                 | 13                                                                   |                                                                      |

## Palmarès

### Competizioni nazionali
- Qatar Stars League: 4

Al-Duhail: 2016-2017, 2017-2018, 2019-2020, 2022-2023
- Qatar Stars Cup: 2

Al-Jaish: 2012-2013
Al-Duhail: 2022-2023
- Coppa del Principe della Corona del Qatar: 3

Al-Jaish: 2014
Al-Duhail: 2015, 2023
- Coppa dello Sceicco Jassem: 2

Al-Duhail: 2015, 2016
- Coppa dell'Emiro del Qatar: 2

Al-Duhail: 2015-2016, 2019